# PBair
PBair war eine thailändische Fluggesellschaft, die neben Regionalflügen auch internationale Flüge nach Vietnam durchgeführt hat.

## Geschichte

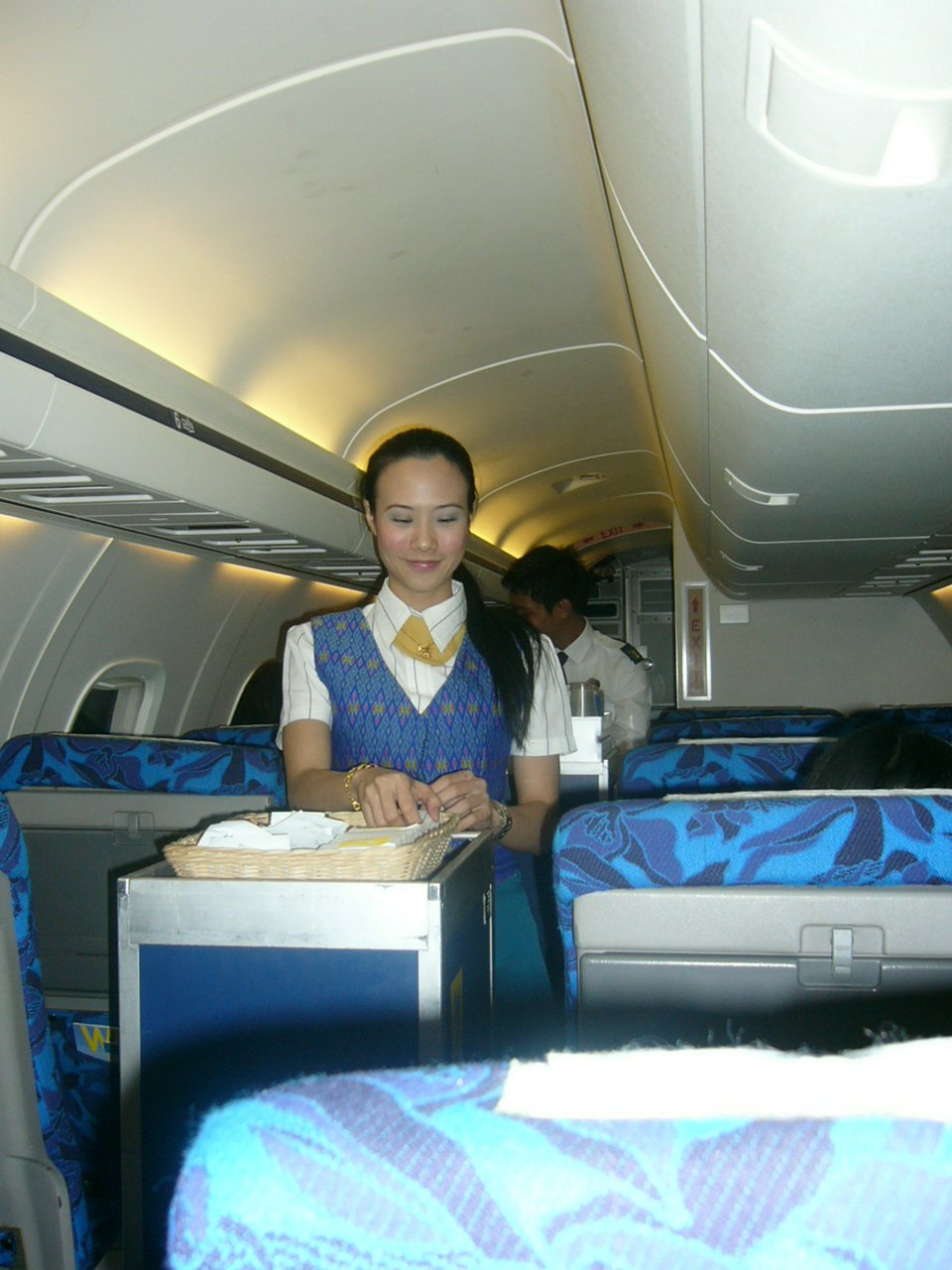
Flugbegleiterin an Bord einer Embraer ERJ 145 LR

Die Fluggesellschaft wurde 1995 von Piya Bhirom Bhakdi gegründet, dem Vorsitzenden der Boon Rawd Brewery. Zuerst sollte sie nur den ständigen Bedarf der Geschäftsführung für Flugreisen decken. 1997 wurden dann Linienflüge aufgenommen. Anfangs war geplant, z. B. mit einer Boeing 747 Linienflüge nach Skandinavien anzubieten. Zwischen 1995 und 2004 flog PBair überwiegend auf nationalen Routen und bediente dort im Codeshare mit Thai Airways vor allem Regionalflughäfen. Geschäftsführer von PBair war Flugkapitän Jothin Pamon-Montri.
Seit 2004/2005 wurde erstmals auch ein internationales Ziel in Vietnam bedient. Ihr Motto lautete „The great little Airline“. Das Vielfliegerprogramm hieß Sean S'BY Pass. Bei diesem Programm gab es keine Abstufungen nach geflogenen Meilen. Es wurde unüblicherweise auch keine Kundenkarte aus Kunststoff ausgegeben.
Im November 2009 wurde der Flugbetrieb eingestellt und am 21. Dezember 2009 wurde die Liquidation beantragt.

## Ziele
Der Heimatflughafen befand sich in Bangkok. Von hier aus wurden folgende Ziele bedient.:
- Buriram
- Lampang
- Mae Sot
- Nakhon Phanom
- Nan
- Roi-et
- Sakon Nakhon
- Nakhon Si Thammarat

Von 2007 bis 2009 wurde der Flughafen Da Nang bei Đà Nẵng in Vietnam als internationales Ziel angeflogen.

## Ehemalige Flotte
(Auszug)
- Fokker F28-4000 (HS-PBA)
- Boeing 767-38E (HS-PBH)
- 2× ERJ 145 (HS-PBE und HS-PBF)

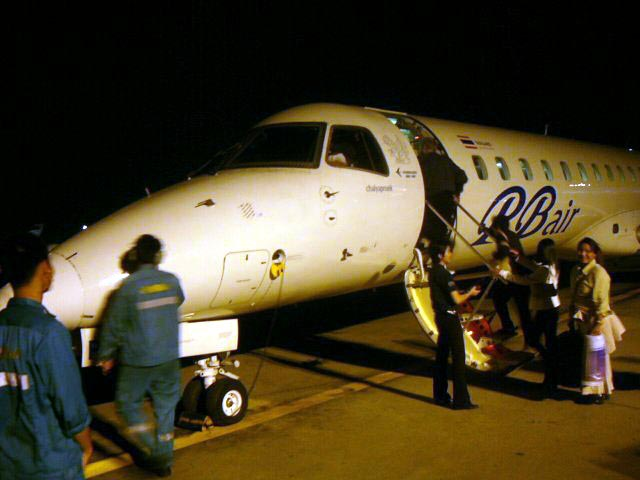

- 2× ATR72-500 (Drylease von Bangkok Airways)[2]

Geplant waren zwischenzeitlich (ab 09/09 bzw. 10/09) zusätzlich 2× Saab 340 (Drylease von AeroCentury).